# المتحف القبطي
المتحف القبطي، هو متحف في مصر، يعد أكبر متحف للآثار القبطية في العالم، يضم مجموعات منوعة ونادرة من الفن القبطي. بدأت فكرة إنشائه عام 1898، حين أوصت لجنة حفظ الآثار العربية بإنشائه بعد جهود بذلها مرقس باشا سميكة، وتم افتتاحه عام 1910.

## تأسيس المتحف
يقع هذا المتحف في مصر القديمة داخل حدود حصن بابليون والذي توجد بقاياه خلف مبنى المتحف؛ وقد بدأ تشييده أيام الفرس ولكن حدثت عليه العديد من الإضافات في عهد الإمبراطوريين الرومانيين أغسطس وتراجان ثم أضاف إليه من جاء بعدهم من أباطرة الرومان.
لعب العالم الفرنسي (ماسبيرو) دوراً هامة في نشأة المتحف إذ عمل على جمع أعمال الفن القبطي وتخصيص قاعة لها في المتحف المصري. بعد ذلك طالب مرقس باشا سميكة عام 1893م بأن تضم مجموعة الآثار القبطية إلى اهتمامات لجنة حفظ الآثار والفنون.
وقد جاهد هذا الرجل طويلاً حتى تمكن من إقامة المبنى الحالي للمتحف الذي افتتح عام 1910 وعين هو أول مدير له.
أما أول دليل للمتحف فتم نشره عام 1930.

## أقسام المتحف الرئيسية
يعد هذا المتحف أكبر متحف في العالم لآثار مصر من المرحلة القبطية وهو يضم الأقسام الآتية:
- قسم الأحجار والرسوم الجصية.
- قسم تطور الكتابة القبطية والمخطوطات.
- قسم الأقمشة والمنسوجات.
- قسم العاج والأيقونات.
- قسم الأخشاب.
- قسم المعادن.
- قسم الفخار والزجاج.

## أهم مقتنيات المتحف

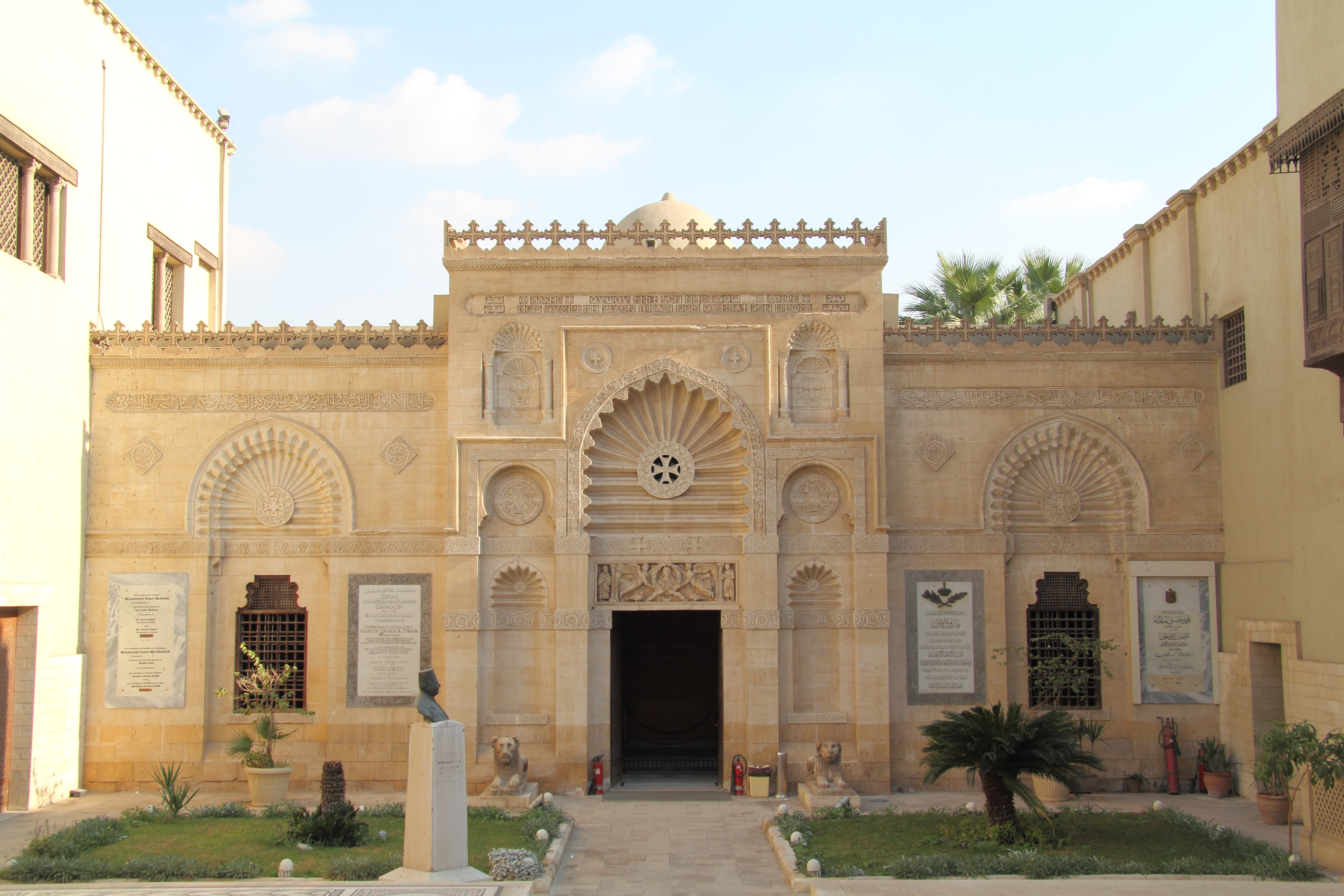
المتحف القبطي

يبلغ عدد المقتنيات بالمتحف القبطي حوالي 16000 مقتنى وقد رتبت مقتنيات المتحف تبعا لنوعياتها إلى اثني عشر قسما، عرضت عرضا علميا روعي فيه الترتيب الزمني قدر الإمكان ونذكر من أهم مقتينات المتحف:
- شاهد قبر من الحجر الجيري يظهر التداخل بين علامتي الصليب والعنخ (نهاية القرن 4 م).
- قطعة نسيج عليها بعض الرموز المسيحية (القرن 6 م).
- نقش على مشط من العاج يظهر بعض معجزات السيد المسيح (القرن 7م).
- تاج عمود من الحجر الجيري مزين بشكل عناقيد العنب (القرن 7م).
- مسرجة من البرونز لها مقبض على شكل الهلال والصليب (القرن 13م).

يضم الجناح القديم للمتحف مجموعة من قطع الأثاث الخشبية والأبواب المطعمة. وجدير بالملاحظة أنه يضم الباب المصنوع من خشب الجميز الخاص بحامل أيقونات كنيسة القديسة بربارة. الألواح يمكن تمييزها حيث قاموا بتركيبها في العصر الفاطمي أثناء القرن الحادي عشر والثاني عشر.
المجموعة تستقر في الجناح الجديد الذي يظهر مختلف الأنواع والطرز والموضوعات، مثل التصميمات الهندسية، لفائف نبات الأكانتس وأوراق العنب، وإفريزات مزدانة بأرانب، طواويس، طيور، والأنشطة الريفية، مرورا بالتراث الهيللينستى والقبطي حتى الصيغ الفنية الإسلامية في مصر.
ويضم المتحف القبطي مخطوطات للكتاب المقدس تعود لآلاف السنين وهو عبارة عن تحفة معماري.
بُني المتحف القبطي ليسد ثغرة في التاريخ والفن المصري. المجموعة الكبيرة من التحف والتي أغلبها ذات شأن كبير من الأهمية للفن القبطي في العالم.
لقد شيد المتحف على أرض «وقف» تابعة للكنيسة القبطية التي قدمها عن طيب خاطر تحت تصرف مؤسسه قداسة المتنيح كيرلس الخامس (توفي عام 1927 ميلادية وأعقبه أنبا يؤنس التاسع عشر في 1929 ميلادية)
يقع المتحف القبطي في مكان غاية الأهمية من الناحية التاريخية فهو يقع داخل أسوار حصن بابليون الشهير الذي يعتبر من أشهر وأضخم الآثار الباقية للإمبراطورية الرومانية في مصر، وتبلغ مساحته الكلية شاملة الحديقة والحصن حوالي 8000 م، وقد تم تطويره بجناحيه القديم والجديد والكنيسة المعلقة وتم افتتاحه بعد ذلك عام 1984.
وقد ظل المتحف القبطي تابعاً للبطريركية القبطية حتى عام 1931 ثم أصبح تابعاً لوزارة الثقافة.
يتراوح متوسط عدد الزائرين اليومي من 200 إلى 250 فرد من جنسيات مختلفة.

## مواضيع مرتبطة
- كنيسة قبطية أرثوذكسية
- تاريخ بطاركة كنيسة الإسكندرية القبطية
- تاريخ مصر المسيحية
- المركز الثقافي القبطي